# Cosmic Waves
Cosmic Waves ist ein Jazzalbum von Albert Beger, Ziv Taubenfeld, Shay Hazan und Hamid Drake. Die am 8. und 10. Juli 2023 in Tel Aviv-Jaffa entstandenen Aufnahmen erschienen am 27. Mai 2024 auf NoBusiness Records.

## Hintergrund
Ziv Taubenfelds Interessen an der Improvisationsmusik verdankt sich Albert Beger, der sich auch dafür einsetzte, dass Taubenfeld in den Niederlanden studierte. Mit Taubenfeld und dem Schlagzeuger Nir Sabag wirkte Shay Hazan im Trio Bones. Beger arbeitete mit Hazan gleichfalls bereits früher, etwa in seinem Quartett und einem gemeinsam geleiteten Quintett (Good Morning Universe, 2018). Cosmic Wave ist das Ergebnis mehrerer Zusammentreffen zwischen dem Tenorsaxophonisten Albert Beger, dem Bassklarinettisten Ziv Taubenfeld, dem Bassisten Shay Hazan und dem Schlagzeuger Hamid Drake.

## Titelliste
- Albert Beger / Ziv Taubenfeld / Shay Hazan / Hamid Drake: Cosmic Waves (NoBusiness Records NBCD 167)[1]

1. A Question of Universality 19:01
2. Into the Horizon 11:11
3. The Steamer 9:30
4. Astral Visit 4:24

Die Kompositionen stammen von Albert Beger, Ziv Taubenfeld, Shay Hazan und Hamid Drake.

## Rezeption

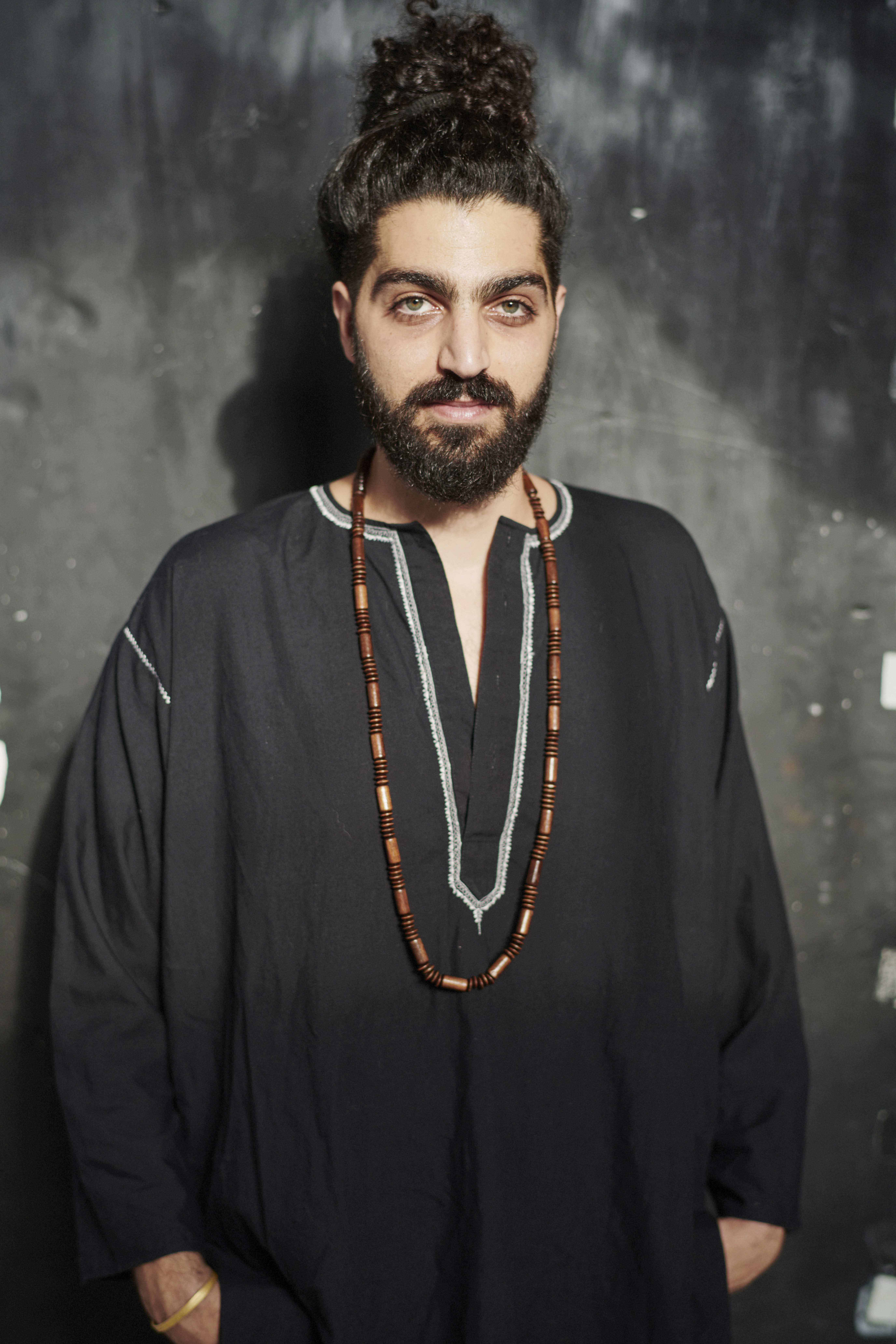
Shay Hazan (2018)

Nach Ansicht von Glenn Astarita, der das Album in All About Jazz rezensierte, schöpfe das Quartett aus seinen unterschiedlichen Hintergründen und reichen musikalischen Erfahrungen und liefere ein Album, das Free Jazz, Avantgarde und spirituelle Musik zu einer charismatischen Klangreise vereine. Mit Wurzeln in Israel und den Vereinigten Staaten brächten diese Musiker eine eklektische Mischung von Einflüssen mit, was zu einem Klang führe, der so gewaltig und vielfältig sei wie der Kosmos selbst. Dieses Quartett, „eine himmlische Ansammlung von Klangforschern“, erzeuge eine Anziehungskraft, die den Zuhörer in einen Wirbel aus roher Energie und ätherischer Schönheit ziehen kann. Begers Tenorsaxophon sei „ein feuriger Komet, der mit einer Wildheit, die sowohl berauschend als auch erschreckend ist, über die Klangwelt rast“.
Taubenfelds Bassklarinette, die eine dunklere, grüblerischere Präsenz habe, würde Begers Intensität mit einer anhaltenden Unterströmung ausgleichen, so Astarita weiter. Hazans Gimbri und Kontrabass lieferten dazu das rhythmische Fundament, einen tiefen, pulsierenden Herzschlag, der der Musik Boden gebe und sie gleichzeitig vorwärts treibe. Und dann sei da noch Drake, der Meisterperkussionist, dessen Schlagzeugspiel eine kosmische Kraft besitze, die sowohl zu zarten Nuancen als auch zu überwältigender Kraft fähig sei.
Dass Beger sich sonst größtenteils im Post-Bop und Hard-Bop bewegt, sei nicht ganz leicht zu erkennen, wenn die vier mit dem Eröffnungstrack „A Question of Universality“ „abgehen“. Denn das sei Avantgarde-Jazz der Spitzenklasse, mit exzellentem Klarinettenspiel von Taubenfeld und extrem treibendem Schlagzeugspiel von Drake über Hazans treibendem Bassspiel, schrieb Jan Granlie in Salt Peanuts. Die Stimmung der vier Stücke würde auf gelungene Weise variieren, aber die musikalische Landschaft liege eindeutig im freien Improvisieren. Dazwischen würden sie Phrasen aus dem Post-Bop einfügen, die die Musik erkennbarer machen.